# Menestio (hijo de Esperqueo)
Menestio (en griego antiguo: Μενέσθιος, Menésthios) en la mitología griega, hijo del dios-río Esperqueo fue uno de los cinco comandantes del ejército de mirmidones liderado por Aquiles en la Guerra de Troya.

"De la primera hilera era jefe Menestio, de tornasolada coraza, hijo del Esperqueo, el río alimentado por las aguas del cielo. Lo había dado a luz la hija de Peleo, la bella Polidora, mujer que había yacido con el infatigable dios Esperqueo, aunque nominalmente por obra de Boro, hijo de Perieres."
Homero, Ilíada 16.173-177.

Su madre fue Polidora, hija de Peleo y de Antígona, hija del rey Euritión de Ftía. Homero considera al dios-río Esperqueo como el padre de Menestio, pero Polidora se casó, a cambio de una fuerte dote, con Boro, hijo de Perieres, quien asumió oficialmente el papel de padre.
En un escolio a Homero de la Ilíada, el gigante Peloro también es mencionado como un posible padre y Estrabón 9,5,9 también nombra a Esperqueo como su padre.
En la Biblioteca mitológica del Pseudo-Apolodoro, Polidora aparece como hija de Perieres y esposa de Peleo, quien se hizo cargo de la paternidad oficial del niño engendrado por Esperqueo.